# Roman Mavlanov
Roman Mavlanov (Russisch: Роман Мавланов) (Moskou, 5 juli 1994) is een Russisch autocoureur.

## Carrière

### Karting
Mavlanov begon zijn autosportcarrière in het karting op dertienjarige leeftijd in verschillende Russische kampioenschappen. In verschillende klassen werd hij kampioen.

### Formule Renault
Mavlanov maakte zijn debuut in het formuleracing in 2011, waarbij hij deelnam aan zowel de Eurocup Formule Renault 2.0 als de Formule Renault 2.0 Alps voor het Franse Boëtti Racing Team. In de Eurocup wist hij geen punten te scoren, terwijl hij in de Alps in veertien races tien keer punten wist te halen, waardoor hij als dertiende in het kampioenschap eindigde.
In 2012 stapte Mavlanov in zowel de Eurocup als de Alps over naar Tech 1 Racing. In de Eurocup wist hij opnieuw niet tot scoren te komen, terwijl hij in de Alps vijf keer punten scoorde in veertien races en hier als vijftiende eindigde.
In 2013 reed Mavlanov voor RC Formula in zowel de Eurocup als de Formule Renault 2.0 NEC. In de NEC behaalde hij op het Circuit Park Zandvoort met een tweede plaats zijn eerste podium in de Formule Renault en eindigde als achttiende. In de Eurocup werd hij drie keer gediskwalificeerd en hierdoor uitgesloten van het laatste raceweekend op het Circuit de Barcelona-Catalunya.
In 2014 stapt Mavlanov over naar de Formule Renault 3.5 Series, waar hij naast Roberto Merhi uitkomt voor het team Zeta Corse.

### International GT Open
Mavlanov maakte in 2013 tevens zijn debuut in de sportwagens in de GTS-klasse van de International GT Open, rijdend voor het team SMP Racing - Russian Bears naast Pol Rosell. Met drie overwinningen in hun klasse, waarvan één globale overwinning op het Autodromo Nazionale Monza, eindigden zij als vierde in hun klasse.